# KS-23
La KS-23 es una escopeta de corredera de fabricación soviética, aunque al emplear un cañón de ánima rayada es designada oficialmente por los militares rusos como una carabina. KS es el acrónimo de 'карабин специальный', "carabina especial" en ruso. Es reconocida por su gran calibre, disparando una carga de 23 mm, equivalente al calibre 6,27 empleando los estándares angloestadounidenses de calibre para escopetas y aproximadamente a un calibre 4 usando los estándares europeos (basados en las tablas métricas actuales de la CIP), convirtiéndola en la escopeta de mayor calibre en servicio actualmente.

## Historia
La KS-23 fue concebida en la década de 1970 como escopeta para controlar los motines carcelarios. Fue creada por TsNII-Tochmash, uno de los principales fabricantes de armas de la URSS, para el Ministerio de Asuntos Interiores. Los cañones de la KS-23 se hicieron a partir de cañones de los Shilka que fueron rechazados debido a defectos de fabricación. Estos cañones rechazados se consideraron aceptables para las menores presiones al disparar postas y municiones poco letales, siendo recortados para emplearse como cañones de escopeta. La KS-23 entró en servicio a mediados de la década de 1980 por algunas fuerzas del MVD. Durante la década de 1990, se hicieron estudios para mejorar el diseño original y poder emplear el arma en espacios cerrados estrechos. Se propusieron dos prototipos, el KS-23M y el KS-23K, aunque sólo la variante M fue adoptada. Actualmente, tanto la KS-23 estándar y la KS-23M son empleadas por las fuerzas del orden en Rusia.

## Munición
La KS-23 fue concebida con la capacidad de disparar algunos tipos de munición mostradas a continuación:
- "Metralla-10" («Шрапнель-10») cartucho de perdigones con un alcance efectivo de 10 metros.
- "Metralla-25" («Шрапнель-25») cartucho de perdigones con un alcance efectivo de 25 metros.
- "Barricada" («Баррикада») cartucho con proyectil de acero macizo, capaz de destruir el cuerpo del motor de un auto hasta unos 100 metros.
- "Oleada" («Волна») - cartucho inerte usado para aprendizaje y prácticas durante el entrenamiento.
- "Oleada-R" («Волна-Р») cartucho de baja letalidad con proyectil de goma
- "Flecha-3" («Стрела-3») cartucho de baja letalidad con proyectil de plástico
- "Cerezo de racimos-7" («Черёмуха-7») granada lacrimógena con agente CN
- "Lila-7" («Сирень-7») granada lacrimógena  con agente CS
- "Estrella" («Звезда») cartucho  aturdidor
- PV-23 (ПВ-23) - cartucho de fogueo (para lanzamiento de granadas)

Posteriormente, se produjeron dos bocachas lanzagranadas, la Nasadka-6 de 36 mm y la Nasadka-12 de 82 mm, incorporándose con nuevos tipos de munición:
- Cartucho de fogueo para lanzar granadas, para empleo con bocacha lanzagranadas.
- "Cheremukha-6" granada lacrimógena de 36 mm.
- "Cheremukha-12" granada lacrimógena de 82 mm, de "alta eficiencia" para uso en espacios abiertos.

## Variantes

### KS-23
La KS-23 original fue desarrollada conjuntamente por NII-Spetstekhniki (MVD) y TsNII-Tochmash en 1971, fue adoptada en servicio por la Policía soviética en 1985. La longitud del cañón es de 510 mm y el largo total es de 1.040 mm. La KS-23 tiene un depósito tubular bajo el cañón capaz de almacenar tres cartuchos más uno en la recámara, sumando una capacidad máxima de cuatro cartuchos. El alcance efectivo del arma es de 150 metros.

### KS-23M
La KS-23M (del ruso карабин специальный 23мм, модернизированный, Carabina especial 23 mm modernizada) fue concebida sobre la base de la KS-23 original. Su desarrollo comenzó en octubre de 1990. Veinticinco ejemplares fueron remitidos para pruebas el 10 de diciembre de 1991. Posteriormente el diseño ganador, entonces designado S-3, se convirtió en la KS-23M y fue adoptada en servicio por la policía y las Tropas del Ministerio del Interior. La KS-23M posee una culata esquelética desmontable y un cañón recortado, en vez de la culata fija de madera de la versión estándar. El arma aún mantiene el calibre 23 mm. La longitud total con la culata es de 875 mm, sin la culata mide 650 mm, y el cañón mide 410 mm de largo. El alcance efectivo del arma es de 100 metros.

### KS-23K
La escopeta KS-23K es una variante rediseñada en configuración bullpup. La KS-23K fue adoptada en 1998 para empleo en el Ministerio de Asuntos Interiores de Rusia (MVD). El desarrollo y adopción de esta escopeta fue debido a que en las variantes anteriores KS-23 y KS-23M la principal deficiencia era que el cargador tubular no permitía el recambio y recarga rápida del tipo de munición en uso, debido a esto la mayor modificación de la KS-23M es la introducción de un cargador extendido que almacena 7 cartuchos en lugar de las 3 en modelos anteriores. El arma posee un seguro mecánico ubicado en el lado izquierdo, sobre el pistolete, además posee alza y punto de mira fijos. El alcance efectivo del arma es de 100 metros.

### TOZ-123
La versión civil de la KS-23 es la TOZ-123 "Drake-4" (ТОЗ-123 "Селезень-4"). Es fabricada por la Fábrica de Armamentos de Tula y posee un cañón de ánima lisa, haciéndose más parecida a las escopetas tradicionales, y conserva el calibre 4 estándar. Desde agosto de 1996 está autorizada en la Federación Rusa como arma de cacería para uso civil.
En la página web oficial del fabricante se puede encontrar esta descripción de la escopeta.
Es una escopeta con capacidad de varios cartuchos, con un cargador tubular bajo el cañón con capacidad para 3 cartuchos. La recarga se efectúa mediante el guardamanos removible. La existencia de una proyección especial en el armazón combinada con el alza posibilita el montaje de una mira óptica. La escopeta fue concebida para cazadores aficionados con cartuchos de caza.
La TOZ-123 fue prohibida para su importación a Estados Unidos durante la Administración Clinton.

## Usuarios
- Unión Soviética - Heredada por sus estados sucesores.
- Armenia: Las carabinas soviéticas permanecieron después de la declaración de independencia, pero en 2008 se compraron otras 32 carabinas en Rusia.[9]
- Corea del Norte[10]
- Kazajistán - Servicio de Prisiones de Kazajistán[11]
- Rusia - En servicio con el Ministerio de Asuntos Interiores de Rusia y en Servicio de Guardias Fronterizos de Rusia[12]
- Ucrania[13]
- Uzbekistán - Servicio de Aduanas de Uzbekistán[14]

## Lectura adicional
- Игорь Скрылев. КС-23 - наш полицейский карабин // журнал "Мастер-ружьё", N.º 1, 1997. стр.48-51 (en ruso)
- Карабины КС-23, КС-23М "Дрозд" // А. И. Благовестов. То, из чего стреляют в СНГ: Справочник стрелкового оружия. / под общ.ред. А. Е. Тараса. Минск, «Харвест», 2000. стр.420-424 (en ruso)
- Southby-Tailyour, Ewen (2005). Jane's Special Forces Recognition Guide. Nueva York: Collins. ISBN 0-00-718329-1.